# Lightly Latin
Lightly Latin – album studyjny amerykańskiego wykonawcy Perry’ego Como wydany w maju 1966 roku przez wytwórnię RCA Victor. Jest trzynastym albumem piosenkarza wydanym w formacie 12-calowej płyty długogrającej LP. Był nagrywany 29 i 30 grudnia 1965 roku oraz 22, 25, 28 lutego i 1 marca 1966 roku. Album zawiera aranżacje w stylu latynoamerykańskim autorstwa Nicka Perito.

## Lista utworów

### Strona pierwsza
1. „How Insensitive (Insensatez)”
2. „Stay with Me”
3. „Shadow of Your Smile  (Love theme from "The Sandpiper") ”
4. „Meditation (Meditaçao)”
5. „And Roses and Roses”
6. „Yesterday”

### Strona druga
1. „Coo Coo Roo Coo Coo Paloma”
2. „Dindi”
3. „Baía”
4. „Once I Loved (Amor e Paz)”
5. „Manhã de Carnaval (from the film "Black Orpheus")”
6. „Quiet Nights of Quiet Stars (Corcovado)”